# Ioki.com
ioki.com es una empresa tecnológica alemana con sede en Fráncfort que se especializa en ofrecer servicios y productos digitales para el transporte público.

## Historia
ioki se fundó en 2017 como una startup corporativa de Deutsche Bahn, la principal compañía ferroviaria de Alemania, para centrarse e impulsar el transporte público autónomo.
En octubre de 2017, se puso en marcha en la ciudad balneario de Bad Birnbach, en la Baja Baviera, la primera línea de autobús autónomo en vías públicas de Alemania con el sistema operativo de ioki.
La empresa puso en marcha ioki Hamburg, uno de los servicios de transporte a demanda más antiguos y con más éxito de Alemania.
ioki colaboró con la Verkehrsbetriebe Hamburg (VHH) para crear un servicio regular de transporte de pasajeros en vehículos eléctricos las 24 horas del día. Más tarde se renombró como hvv hop. El servicio empezó con diez vehículos y ha crecido desde su lanzamiento. En 2019, ioki y Verkehrsbetriebe Hamburg ganaron el Deutscher Mobilitätspreis (Premio Alemán de Movilidad) por el proyecto ioki Hamburg.
En febrero de 2024, ioki y la start-up de teledriving Vay anunciaron su colaboración para realizar el primer servicio de transporte público a demanda con conducción remota.

## Actividades
ioki es una empresa de software como servicio y de tecnología. La plataforma de viajes compartidos y rutas de ioki es adecuada tanto para el transporte con conductor como para el transporte autónomo. La plataforma está pensada para crear viajes compartidos y combinar los viajes reservados en rutas optimizadas. Consta de una herramienta de administración para el operador, la aplicación para vehículos y la aplicación personalizable para pasajeros.
ioki es miembro de varias organizaciones y redes que promueven la movilidad digital y autónoma, como SAAM (Asociación Suiza para la Movilidad Autónoma) y PAVE Europe.